# Russell-Einsteinmanifest

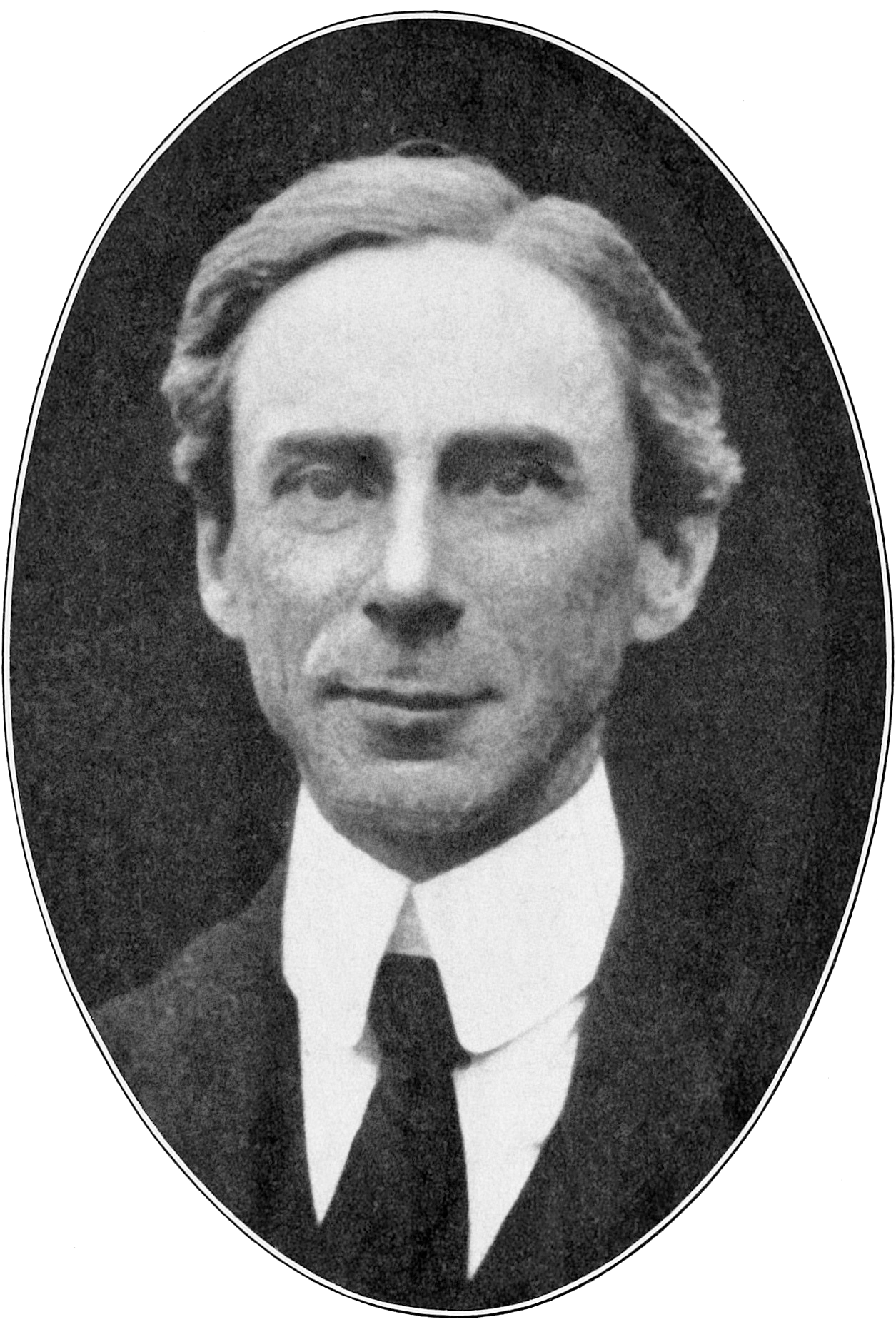
Bertrand Russel

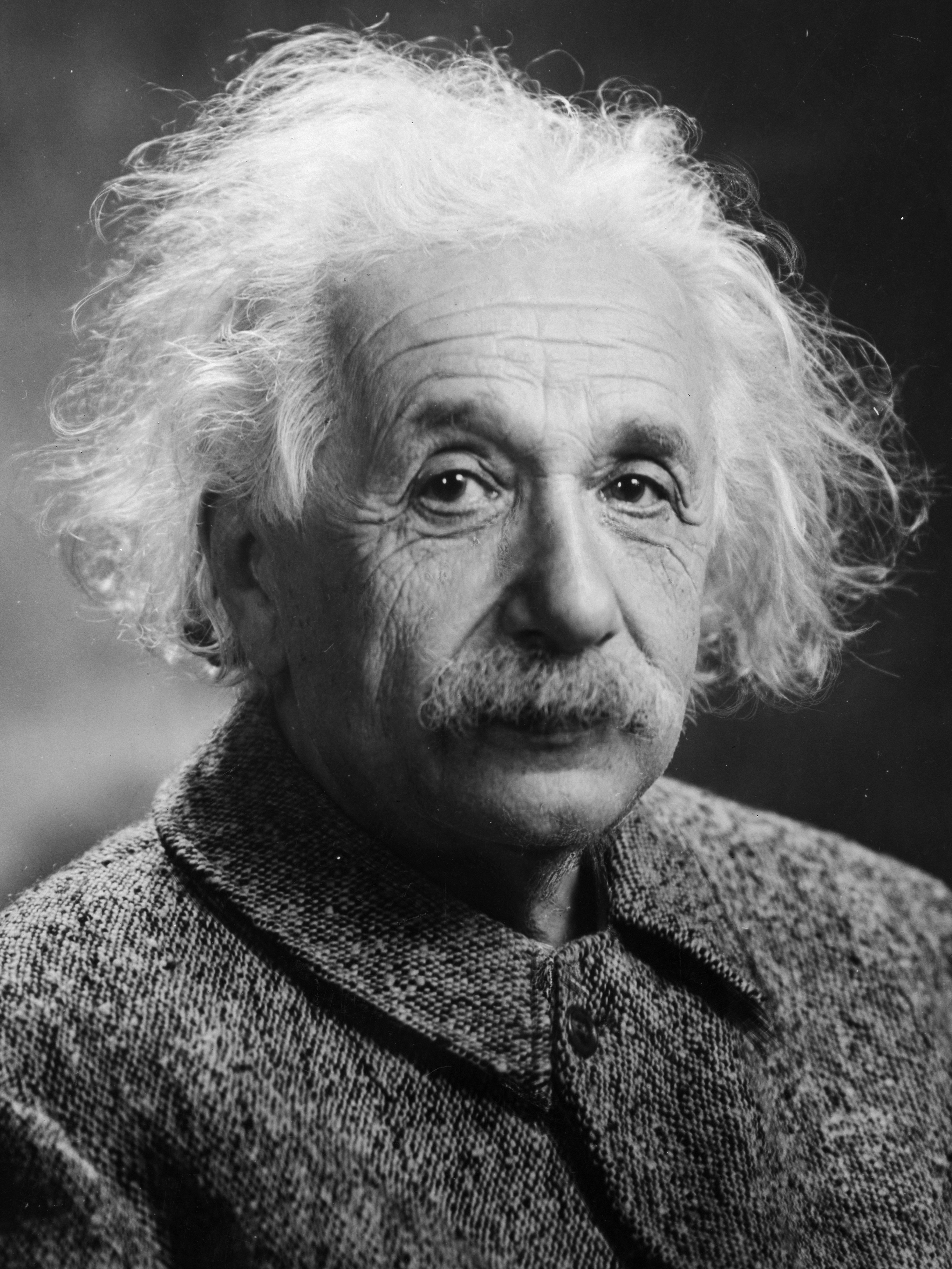
Albert Einstein

Het Russell-Einsteinmanifest werd op 8 juli 1955, ten tijde van de Koude Oorlog, in Londen gepubliceerd door de Britse filosoof Bertrand Russell. Het waarschuwde voor de gevaren van kernwapens en riep wereldleiders op vreedzame oplossingen voor internationale conflicten na te streven. Elf beroemde intellectuelen en geleerden hadden het manifest ondertekend, onder wie Albert Einstein enkele dagen voor zijn overlijden op 18 april 1955. Kort na de verschijning van het manifest bood de filantroop Cyrus S. Eaton aan de conferentie waar het manifest toe opriep op zijn kosten te houden in Pugwash, Nova Scotia, Eatons geboorteplaats. Deze conferentie vond plaats in juli 1957 en was de eerste van de Pugwash Conferences on Science and World Affairs.

## Ondertekenaars van het manifest
| - Max Born - Percy W. Bridgman - Albert Einstein | - Leopold Infeld - Frédéric Joliot-Curie - Herman J. Muller | - Linus Pauling - Cecil F. Powell - Joseph Rotblat | - Bertrand Russell - Hideki Yukawa |

Allen waren of werden Nobelprijswinnaars, op Leopold Infeld na.

## Samenvatting
Het manifest riep op tot een politiek neutrale conferentie waar geleerden de gevaren van massavernietigingswapens (kernwapens) voor de overleving van de mensheid zouden analyseren.  Het vraagstuk van de kernwapens werd voorgelegd aan de hele wereldbevolking en alle regeringen. De volgende zin werd later veel geciteerd, onder meer door Rotblat toen hij de Nobelprijs voor de Vrede won in 1995:
Wees je ervan bewust mens te zijn, en vergeet al het andere.

## Eerste Pugwash Conferentie
Oorspronkelijk wilde Jawaharlal Nehru dat de conferentie waar het manifest om vroeg in India gehouden zou worden. Maar de Suez-crisis verijdelde dit plan. Aristoteles Onassis bood aan om een bijeenkomst in Monaco te bekostigen, maar dit voorstel werd verworpen. De Canadese industrieel Cyrus Eaton, die Russell kende sinds 1938, was al eerder met het voorstel gekomen  de conferentie in Pugwash in Nova Scotia te houden op zijn kosten. Dit aanbod werd ten slotte aanvaard. Het Russell-Einstein Manifest werd de stichtingsakte van de Pugwash Conferenties. De eerste bijeenkomst vond plaats in juli 1957.

### Tekst
- Volledige Engelse tekst van het manifest

### Secundaire literatuur
- The Origins of the Russell-Einstein Manifesto, door Sandra Ionno Butcher, mei 2005.
- De eerste Pugwashconferentie.
- De erfenis van Pugwash en Russell door John R. Lenz.
- Op-Ed: The 50-Year Shadow door Joseph Rotblat, New York Times, 17 mei 2005.
- Meeting the Russell-Einstein Challenge to Humanity door David Krieger, oktober 2004.